# Orbite transatmosphérique
Une orbite transatmosphérique est une orbite autour d'un corps céleste dont le périastre croise l'atmosphère définie,,. Les orbites terrestres transatmosphériques utilisent généralement la ligne Kármán, définie par la Fédération aéronautique internationale comme étant située à 100 km d'altitude, pour différencier les orbites terrestres transatmosphériques des orbites terrestres basses, mais des altitudes telles que la ligne définie par les États-Unis, à 50 miles (environ 80 km), peuvent être utilisées. De telles orbites sont soumises à une traînée atmosphérique importante, provoquant un déclin d'orbite rapide si elles ne sont pas contrôlées.
Un certain nombre de satellites artificiels ont été placés sur des orbites terrestres transatmosphériques, généralement en raison d'un dysfonctionnement du lanceur. Ces satellites comprennent EOS 02 et AzaadiSAT, qui ont été déployés sur une orbite transatmosphérique de 76 km x 356 km en raison d'un dysfonctionnement de l'étage supérieur de la fusée SSLV. Les orbites transatmosphériques ont des applications pratiques limitées car les objets placés sur de telles orbites sont sujets à un déclin d'orbite rapide. L'une de ces applications a été de tester la rentrée de l'avion spatial IXV. Il a été lancé sur une orbite transatmosphérique de 76 km x 416 (47 mi x 258 mi).